# Aeroporto Internacional de Nicósia
Aeroporto Internacional de Nicósia (em grego:  Διεθνές Αεροδρόμιο Λευκωσίας, em turco:  Lefkoşa Uluslararası Havaalanı) é um aeroporto abandonado localizado a 8,2 km a oeste da capital cipriota de Nicósia, no subúrbio Lakatamia. Ele era originalmente o principal aeroporto do país, mas a atividade comercial foi encerrada após a invasão turca de Chipre em 1974. O local do aeroporto é agora usado principalmente como a sede da Força das Nações Unidas para Manutenção da Paz no Chipre.
Atualmente o aeroporto está fora de serviço. No pátio há um antigo Hawker-Siddeley HS-121 desmontado, operado pela Cyprus Airways em meados de 1970. 